# Halʹma̋g
„Halʹma̋g” (kał. Хальмәг; ros. Калмык, Kałmyk; niem. Chalmag – Der Kalmück) – kolaboracyjne pismo wydawane w Berlinie podczas II wojny światowej.
Pismo zaczęto wydawać w maju 1943 roku w Berlinie. Funkcję redaktora naczelnego pełnił Szamba Balinow, przewodniczący Kałmuckiego Komitetu Narodowego, którego „Halʹma̋g” był organem prasowym. Pismo wychodziło co miesiąc. Liczyło 30 stron. Artykuły i felietony drukowano po kałmucku i rosyjsku. W piśmie publikowano wystąpienia przywódców III Rzeszy i NSDAP, propagandowe teksty proniemieckie, omawiające politykę nazistów, a także o charakterze antyradzieckim, artykuły dotyczące działań podejmowanych przez Kałmucki Komitet Narodowy, życia w okupowanej części Kałmucji, czy walk Korpusu Kawalerii Kałmuckiej. Pismo przestało ukazywać się krótko przed kapitulacją Niemiec 8/9 maja 1945 roku.